# Convento del Santo Sepolcro
Il convento del Santo Sepolcro con l'inclusa chiesa era un complesso situato in Riva degli Schiavoni a Venezia, trasformato in caserma nel 1808, poi nominata Caserma Cornoldi.

## Storia
Le origini del cenobio risalgono secondo le cronache agli inizi del XV secolo quando Elena Celsi dispose nel suo testamento del 2 gennaio 1409 di lasciare una sua casa perché vi potessero essere ospitati le pellegrine dirette o di ritorno dalla Terra Santa. Nel 1471 a seguito dell'occupazione di Negroponte da parte degli ottomani, quando numerosi profughi giunsero a Venezia, trovarono rifugio in questo ospizio Beatrice Venier e Polissena Premarin che assieme ad altre si unirono alla regola francescana.

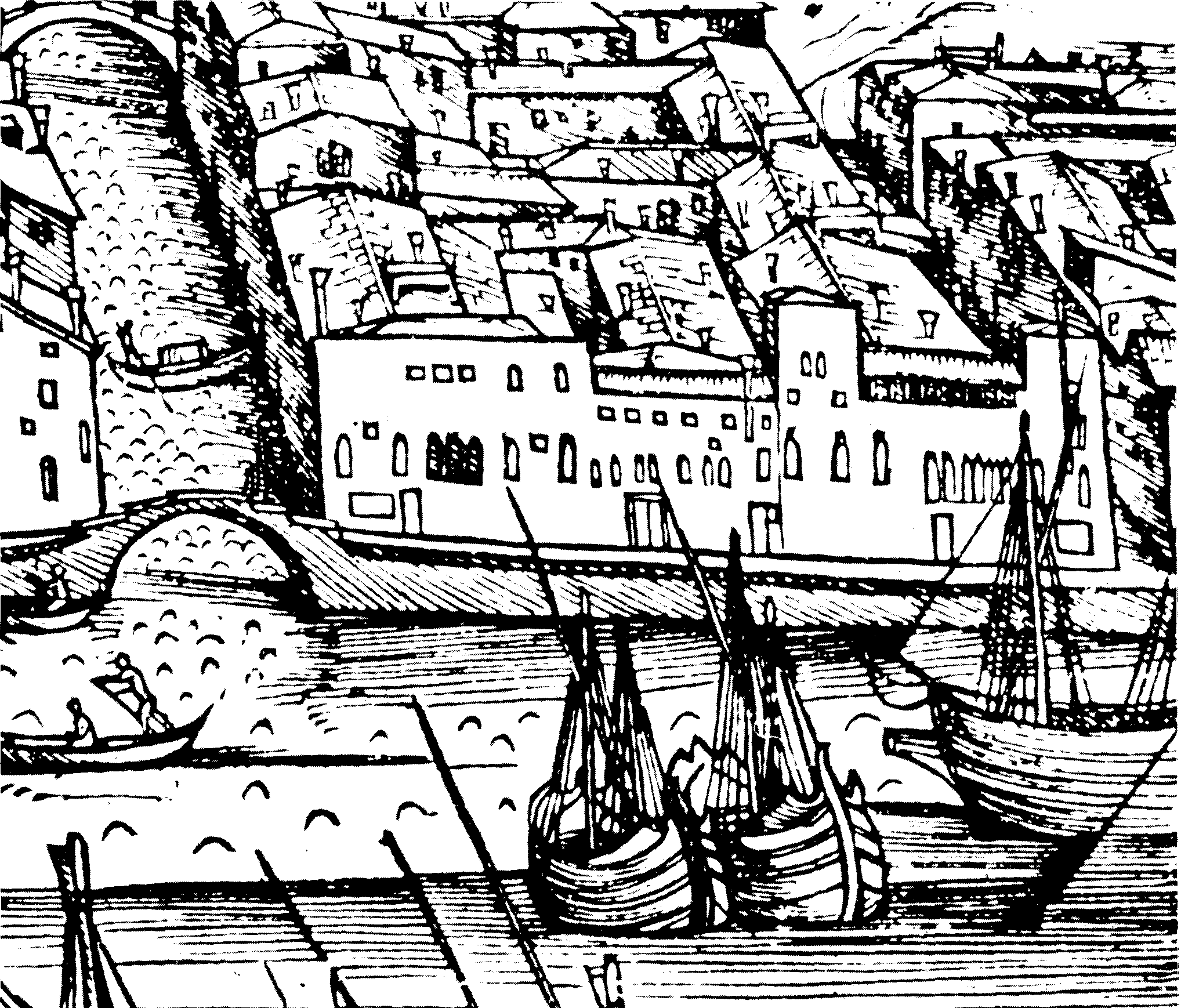
Jacopo De' Barbari, Veduta di Venezia, 1500, xilografia; particolare del sito del convento del Santo Sepolcro

Le monache del nuovo convento presto aumentarono di numero e a seguito di numerose donazioni e privilegi concessi dalla Repubblica si proposero di edificare una chiesa dedicata alla Presentazione della Vergine. Memori della primitiva funzione dell'ospizio vi edificarono un grande sepolcro che potesse ricordare quello di Gerusalemme. Le date di questi interventi risultano incerte: la tradizione vuole la chiesa fondata nel 1484, ma la concessione in perpetuo alle monache del complesso risale al 1493. Inoltre nel 1500 vennero liberate dall'obbligo di ospitare le pellegrine e nello stesso anno vennero autorizzate ad ampliare la sede conventuale ormai inadeguata. E nella Veduta di Venezia del de' Barbari (1500) non c'è alcuna traccia di chiesa o convento, risulta invece ben evidente il palazzo Molin con le sue tipiche due torri che successivamente verrà inglobato nel monastero. 
La casetta gotica alla sinistra della facciata del convento, la stessa già assegnata dalla Repubblica a Francesco Petrarca dal 1362 al 1365 e che oggi appare sopraelevata di due piani, venne designata dalle suore come residenza dei loro confessori. 

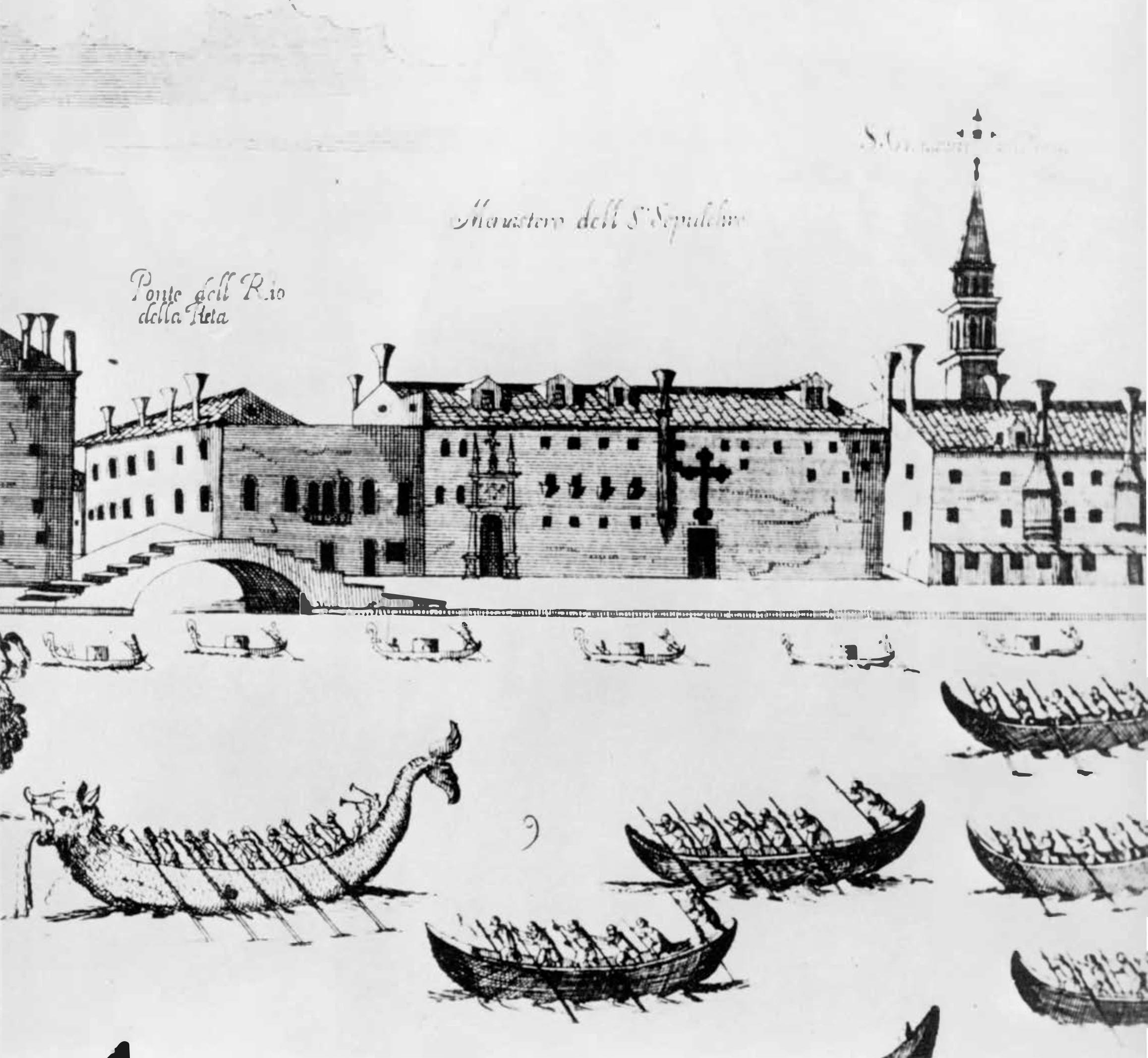
Aniello Porzio e Alessandro Dalla Via, Veduta di Venezia, 1686, acquaforte; particolare con il convento del Santo Sepolcro

La chiesa riedificata fu consacrata nel 1583 dal francescano osservante Ambrogio Capizi, arcivescovo di Antivari. Nel 1604 e nel 1793 venne registrata la presenza di 90 suore. Nel 1806 con le soppressioni napoleoniche il convento viene indemaniato e le 35 monache rimaste furono costrette a trasferirsi nel convento di Santa Maria dei Miracoli. I'inventario dei beni del complesso monastico realizzato da Edwards, delegato dal demanio, enumerò 230 dipinti, 41 stampe incorniciate, 18 sculture. Successivamente la chiesa venne distrutta e il convento, trasformato in caserma, passò senza cambiare funzione dai francesi agli austro-ungarici, al regno d'Italia e alla repubblica italiana. Solo alla fine del XX secolo venne adattato a foresteria dell'esercito e circolo ufficiali finché Il 30 dicembre 2021 ne venne dichiarata la dismissione.

## Descrizione

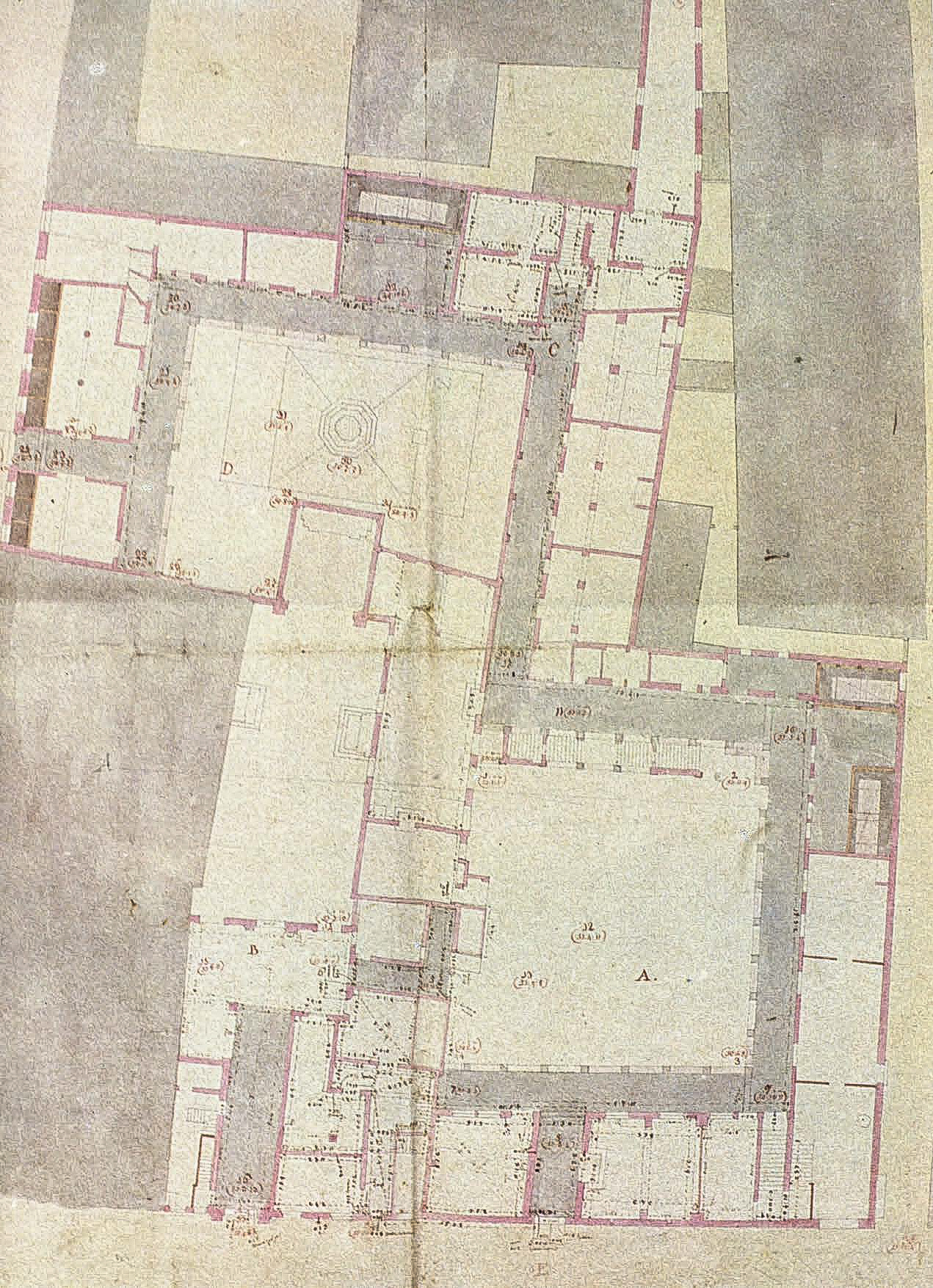
Cesare Fustinelli, Rilievo del complesso del Santo Sepolcro, 1810 circa, Venezia, Museo Correr

La struttura del convento risulta estremamente sovvertita dalle ristrutturazioni militari nei secoli XIX e XX, la chiesa è completamente scomparsa e la sua consistenza è ricostruibile soltanto attraverso i documenti e le pubblicazioni storiche. L'incisione di Aniello Porzio e Alessandro Dalla Via ci consente di dedurre l'apparenza esterna del convento mentre il rilievo della pianta dell'ingegnere Fustinelli ci fa conoscere l'articolazione del convento e la posizione della chiesa al suo interno.

Nella letteratura venne citatala soltanto la chiesa che poi darà il nome a tutto il complesso, infatti per primo nel 1581 il Sansovino la ricorda così:

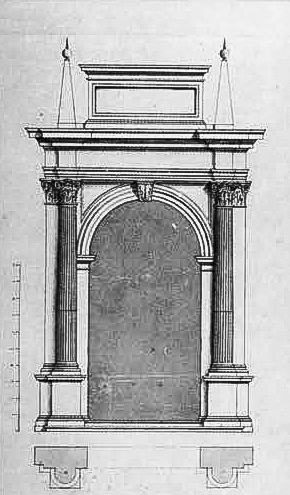
Antonio Visentini, Portale del convento del Santo Sepolcro, 1750 circa, Londra, British Museum

A testimoniare l'originario complesso sopravvive rimaneggiato e spostato soltanto il portale classicheggiante dovuto al Vittoria o al Sansovino mentre l'originale portale maggiore che introduceva alla chiesa attraverso un ampio vestibolo è scomparso. Infatti la veduta di Aniello Porzio e Alessandro dalla Via del 1686, per quanto approssimativamente, ci illustra la presenza di un grande portale per l'accesso alla chiesa sovrastato da un bassorilievo e dalla statua del donatore sulla sinistra della facciata e un altro per l'accesso al convento meno ornato, ma segnalato da una grande croce, in posizione quasi centrale. Un disegno del Visentini riproduce il grande portale depurato dalle sovrastrutture – inutili per gli interessi classicheggianti dell'autore – perfettamente riconducibile alla attuale struttura ricostruita nella posizione del portale minore. La statua del donatore, il medico e filosofo ravennate Tommaso Rangone lo stesso effigiato a San Giuliano, è stata trasferita nel Seminario Patriarcale.
Dei due chiostri interni sopravvive qualcosa di quello più a nord, con il porticato parzialmente tamponato, mentre la struttura del chiostro meridionale risulta radicalmente sovvertita con l'aggiunta di un moderno portico simile ad un arco trionfale.

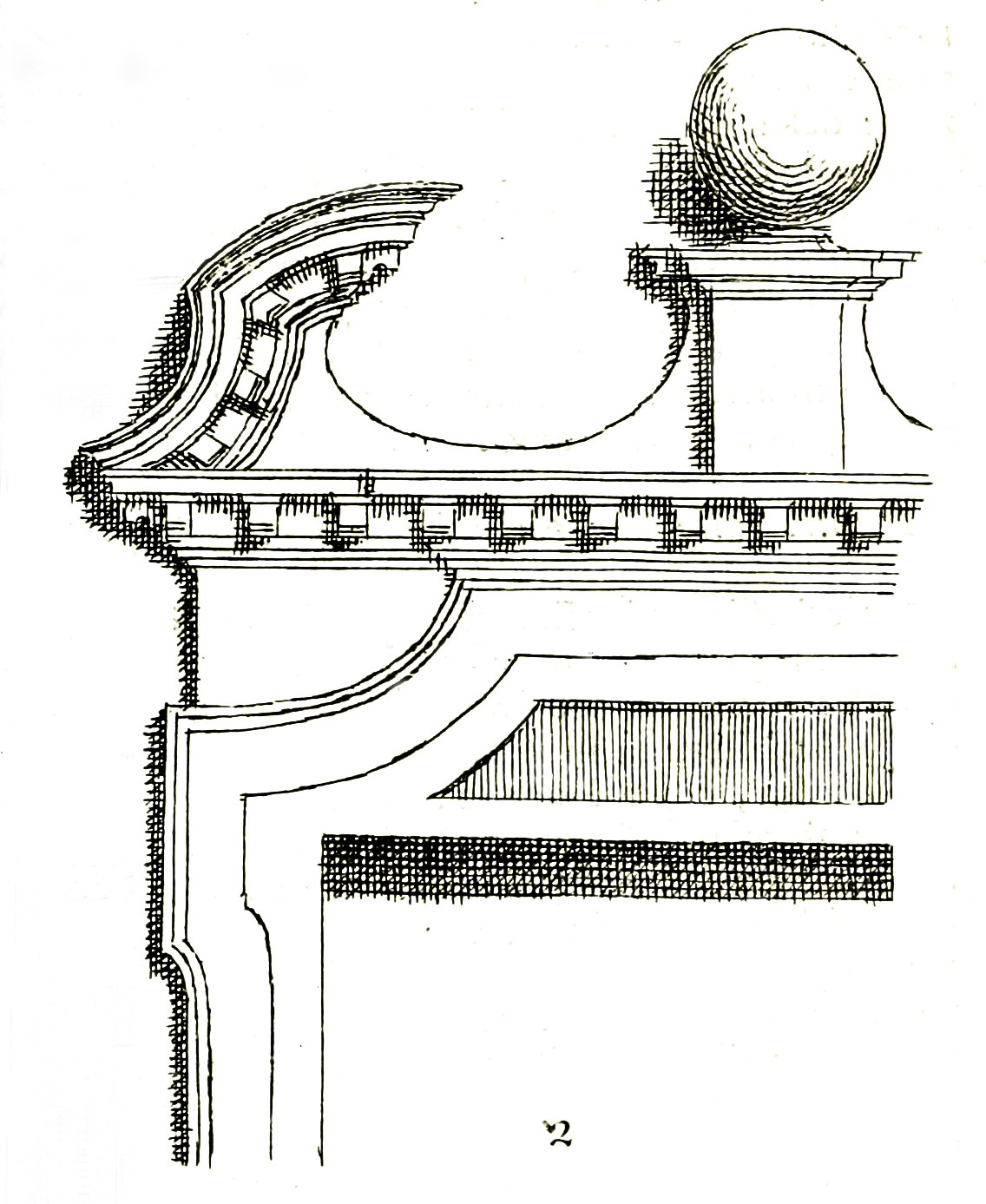
Antonio Visentini, Portale della chiesa del Santo Sepolcro, 1771, acquaforte, particolare dalle Osservazioni …, p. 128

La chiesa, ora scomparsa, che il rilievo di Fustinelli ci mostra inglobata alla struttura del convento e con l'absidiola che sporgeva nel chiostro settentrionale, era raggiungibile dal portale esterno attraverso un ampio vestibolo seguito da tre portali che introducevano alla chiesa; il loro aspetto tardo-manierista e già baroccheggiante suscitò le esplicite critiche di Visentini:

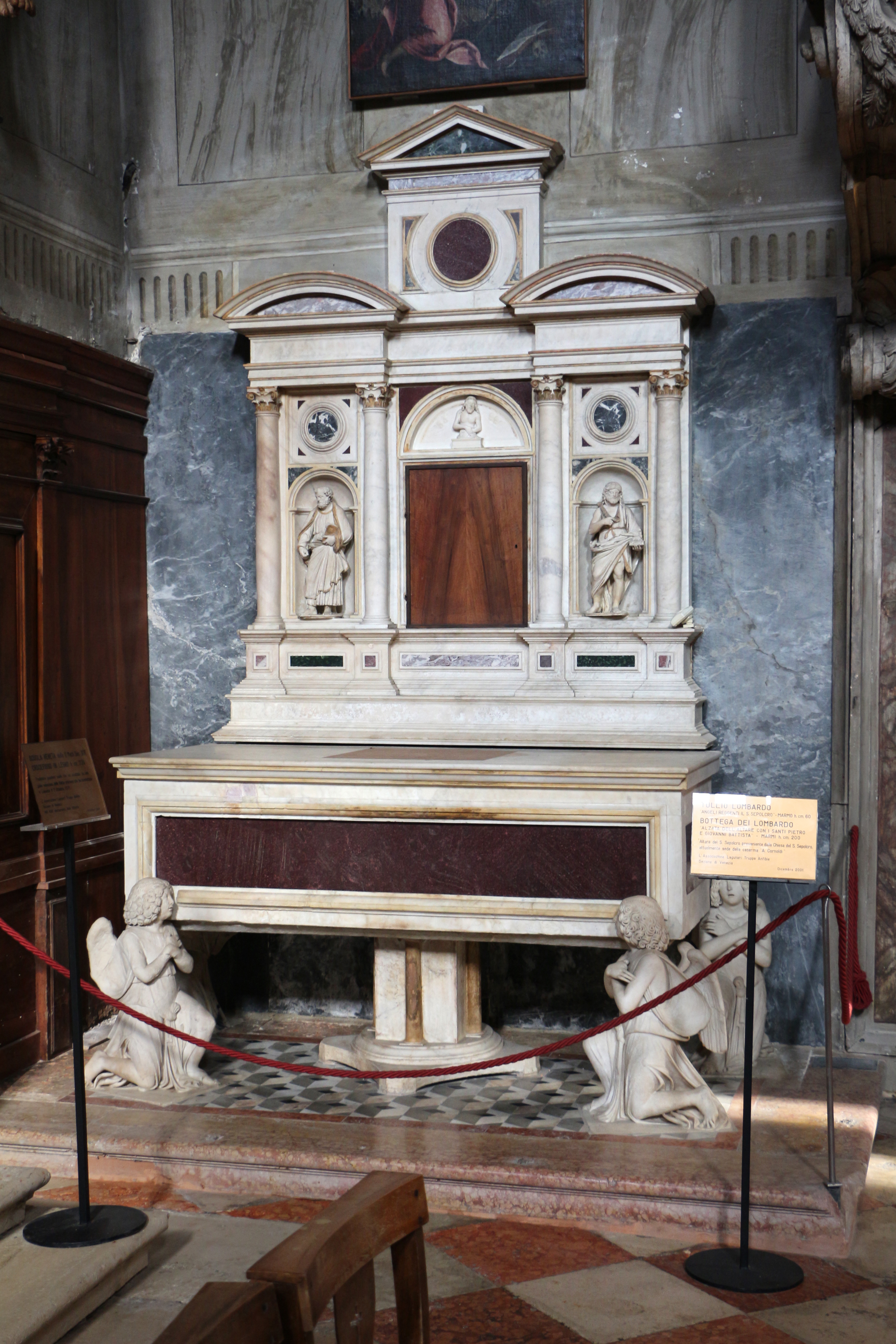
Tullio Lombardo e bottega, Altare del Santo Sepolcro, XVI secolo, Venezia, chiesa di San Martino

La mappa del Fustinelli non ci consente di dedurre la collocazione e l'effettivo ingombro del Sepolcro dobbiamo invece alle "addizioni" al Sansovino ad opera dello Stringa e poi del Martinioni una più precisa spiegazione di come fosse articolato questo simulacro: sopra ad una grande grotta in pietra grezza vi era un altare con la mensa sorretta da quattro angeli e un dossale adornato da marmi policromi con le statuette di Pietro e del Battista oltre ad un piccolo bassorilievo centrale del Cristo Passo; la portella del tabernacolo in bronzo dorato narrava la discesa di Cristo al Limbo; sotto a questo altare si apriva uno stretto passaggio, da cui, scendendo otto scalini, si raggiungeva la vera propria tomba con l'effigie del Cristo morto a grandezza naturale, La statua lignea secondo una tradizione era stata portata miracolosamente al convento dalle acque della laguna. La grande grotta andò perduta nella demolizione della chiesa ma l'altare, scolpito da Tullio Lombardo e bottega, unico residuo del "sepolcro", fu trasferito nella chiesa di San Martino, dove tuttora si trova e dove venne utilizzato come battistero: manca soltanto la portella bronzea del tabernacolo rubata negli anni Novanta del Novecento.
Nel presbiterio, che si prolungava nel chiostro nord, sull'altare dell'altare maggiore era la pala dell'Assunzione della Vergine di Palma il Giovane. Un tempo ritenuta inviata in Bucovina per ornare una chiesa povera fu invece venduta in un'asta del 1857. Ai lati del presbiterio erano le grandi tele della Dormitio Virginis  e del Trasporto del corpo della Vergine al sepolcro opere tarde di Leandro Bassano, oggi ambedue conservate nella cappella di San Tarasio a San Zaccaria. Sul soffitto era la Risurrezione di Cristo e i 4 evangelisti di Tommaso Bugoni (?-1767). 

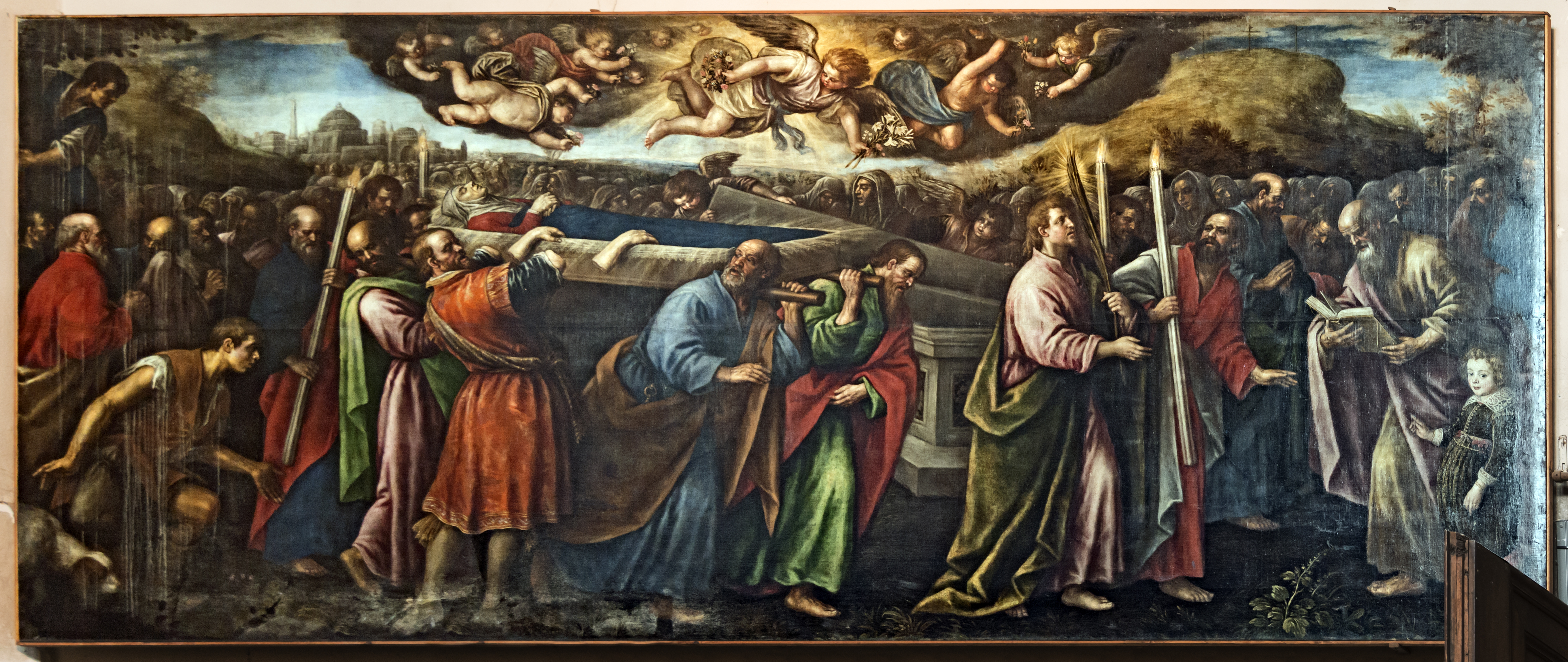
Leandro Bassano, Trasporto del corpo della Vergine al sepolcro, ante 1622, olio su tela, Venezia, chiesa di san Zaccaria

Due altri altari erano disposti sui fianchi della chiesa, soltanto per uno ci è giunta la notizia che fosse ornato da una Presentazione di Maria al Tempio di Sante Peranda, dell'altro sappiamo solo che era intitolato a Francesco e Chiara.
Le ultime edizioni del Forestiere illuminato citano anche, sopra la porta centrale della chiesa, una statua del Cristo risorto di Antonio Corradini.
All'interno della chiesa sono ricordate diverse sepolture alcune riccamente ornate da statue come i busti del procuratore di San Marco GIrolamo Contarini (1521-1577), del medico e filosofo Giovanni Battista Peranda (1532-1586) e del senatore Lorenzo Bragadin (1509-1585). Gli ultimi due busti vennero recuperati dal seminario e quello del Peranda fu poi trasferito a Murano in Santa Maria degli Angeli.